# Blainville-Crevon
Blainville-Crevon é uma comuna francesa na região administrativa da Normandia, no departamento de Sena Marítimo. Estende-se por uma área de 14,81 km². Em 2010 a comuna tinha 1 224 habitantes (densidade: 82,6 hab./km²).